# Shopware
Shopware ist ein seit 2004 in Deutschland entwickeltes, modulares Online-Shopsystem. Es steht sowohl als Open-Source-Software wie auch in kommerziellen Editionen zur Verfügung.

## Editionen

### Community Edition
Die Community Edition wurde Oktober 2010 vorgestellt und ist eine kostenlose, quelloffene Onlineshop-Software auf der gleichen technischen Basis wie die kostenpflichtigen Editionen. Während 2010 der Quellcode offengelegt wurde, wurde mit Erscheinen von Version 4 am 28. August 2012 die Software unter die AGPL3-Lizenz gestellt. Templates unterliegen der Apache 2.0-Lizenz.
Für die kostenlose Software bietet der Hersteller keine Gewährleistung und keinen Support
oder Wartung an, jedoch stehen ein Wiki sowie ein Forum zur Verfügung. Die Community Edition ist vom Funktionsumfang nicht eingeschränkt und kann beliebig viele Kategorien, Artikel und Kunden verwalten. Ein Upgrade auf die kostenpflichtigen Editionen ist möglich. Die Community Edition kann durch kostenlose und kostenpflichtige Plugins aus dem Community Store erweitert werden.
Nach der Aktualisierung der Shopware-AGB vom 24. März 2025 dürfen nur noch Unternehmen die Community Edition verwenden, welche einen jährlichen Gross Merchandise Value (GMV) von unter 1 Mio. € erzielen.

### Professional Edition
Bei der Professional Edition handelt es sich um eine kommerzielle Lizenz. Sie enthält neben den Grundfunktionalitäten der Community Edition zusätzliche Features wie Storytelling, Digital Publishing und ein eigenes ERP-System. Darüber hinaus haben Kunden mit dieser Edition ein Anrecht auf Gewährleistung und es besteht die Möglichkeit, Hersteller-Support und Wartung in Anspruch zu nehmen.

### Professional Plus Edition
Mit Version 5 hat Shopware zusätzlich zur Professional Edition eine Professional Plus Edition eingeführt. In dieser sind sowohl alle Funktionen der Professional Edition als auch alle so genannten „Premium Plugins“ der shopware AG enthalten. Diese fügen dem Shop zahlreiche Zusatzfunktionen im Marketing-Bereich hinzu.

### Enterprise Edition
Die Shopware Enterprise Edition verfügt im Wesentlichen über denselben Funktionsumfang wie die Professional Plus Edition und unterscheidet sich vor allem dadurch, dass sie es ermöglicht, große Traffic-Mengen abzufertigen. Zusätzlich werden Nutzern dieser Lizenz Mehrwerte in Form von Entwickler Support rund um die Uhr, einer persönlichen Beratung und der Möglichkeit zur Händler-Integration geboten.

## Erweiterungen
Zu Shopware gibt es etwa 3.500 Plug-ins, u. a. aus den Bereichen Administration, Auswertungen, Sprachen, Werbung und Marketing sowie Template und Design. Darüber existieren Schnittstellen zu rund 50 Zahlungsdienstleistern und diversen Warenwirtschaftssystemen. Die Erstellung eigener Plugins ist möglich.
Bis Version 3.5.7 waren diverse Funktionen als Module im Programmkern enthalten und wurden lediglich durch eine Lizenz freigeschaltet. Ab Version 4 stehen diese Funktionen als Plugins („Premium-Plugins“) zur Verfügung. Während die Enterprise Editionen bereits alle Module enthalten, können die Community Edition und die Professional Edition um verschiedene Funktionsmodule erweitert werden.
Shopware bietet die Möglichkeit, selbst Rechnungen und Lieferscheine zu erstellen; Funktionen wie Einkauf oder Finanzbuchhaltung sind jedoch nicht integriert. Es werden daher Schnittstellen zu verschiedenen Warenwirtschaftssystemen angeboten.
Die Erweiterung „bepado“ ermöglichte es Shopbetreibern, Produkte ihres Sortiments über einen dezentralen Marktplatz anderen Shopbetreibern zum Verkauf zur Verfügung zu stellen. Der Marktplatz bot eine B2B-Plattform für Großhändler und Online-Händler im Stil eines sozialen Netzwerkes, in der eine gezielte Produktsuche möglich ist und Produktdaten und Beschreibungen automatisiert übernommen werden können. Beim Shopware Community Day 2015 wurde die Erweiterung in Shopware Connect umbenannt. Zum 31. Oktober 2018 wurde der Service eingestellt, nachdem es neuen Shopbetreibern schon eine geraume Zeit nicht mehr möglich war, ihren Shop dem Netzwerk hinzuzufügen.

## Technik
Shopware wird in der Programmiersprache PHP entwickelt. Bis zur Version 4 wurde dabei das Framework „enlight“, eine herstellerspezifische Abwandlung des Zend Frameworks verwendet. Seit Version 5 basiert Shopware auf Symfony.
Als Datenbank wird eine relationale MySQL-Datenbank benötigt.
Die Software folgt ebenso wie die Templategestaltung dem Entwurfsmuster Model View Controller. Die Grundstruktur für die Templates bildet mit 960.gs ein standardisiertes Gestaltungsraster für Web-Layouts. Als Framework für die Templates wird Smarty verwendet, für die Entwicklung von JavaScript-Komponenten jQuery und Ext JS.
Zur Versionsverwaltung wird ein Git-Repository verwendet, welches auch auf GitHub zur Verfügung steht. Fehlermeldungen können über Jira mitgeteilt werden.
Für die Entwicklung von Programmierschnittstellen-basierten Diensten existiert ein Software Development Kit für die Programmiersprache PHP, das sich ebenfalls auf Github befindet.

## Versionsgeschichte
Die Veröffentlichung von Version 1 erfolgte im Jahr 2004.

### Version 3.0
Veröffentlichungsdatum 10. November 2008
Mit Version 3.0.3 wurden die RMA- und Service-Funktionen im Modul „Ticketsystem/CRM“ gebündelt. Ebenso wurde ein in Version 3.5 bereits wieder abgeschafftes Premium-Modul eingerichtet, dessen Funktionen nur für Nutzer eines Wartungsvertrages zur Verfügung standen.

### Version 3.5
Veröffentlichungsdatum 19. Oktober 2010
Neuerungen der Version 3.5 waren insbesondere ein vollständig überarbeitetes Template und die Bereitstellung einer quelloffenen Community Edition. Innerhalb von 5 Monaten gab es 3.500 neue Installationen der Software.
Es wurde ein mehrstufiges Caching-Konzept verwendet und ein Plugin-System mit integrierten Hooks und Events. Damit konnten Entwickler neue Funktionen durch Zusatzmodule (Plugins) entwickeln, ohne in den Programmkern eingreifen zu müssen. Ab Version 3.5.4 entfielen die Hookpoints.

### Version 4.0
Veröffentlichungsdatum 28. August 2012
Mit der am 28. August 2012 veröffentlichten Version 4.0 wurde die Software unter eine AGPL-Lizenz gestellt und ist damit auch offiziell Open Source. Zu den wesentlichen Änderungen gehören:
- Die bisherigen Module stehen zukünftig als Plugins zur Verfügung.
- Die Module zur Konfiguration von Varianten sowie zum Export von Daten an Preissuchmaschinen wurden in die Software integriert.
- Die Suchfunktion wurde aufgewertet und ein HTML-Newsletter integriert.
- Ein Mediamanager verwaltet zentral und per drag&drop Bilder, Filme und andere Medien.
- Eine Rest-API stellt gesammelt Funktionen zur Anbindung externer Software zur Verfügung.
- Wichtige Elemente wie die Call-to-Action-Buttons, die Navigation, Suche oder auch die Eingabefelder, beispielsweise beim Checkout-Prozess, wurden für Tablet-PCs optimiert. Ebenso werden Fingergesten unterstützt.
- Die Geschwindigkeit der Community und Professional Edition wurde durch Verwendung eines neuen Cache Layers gesteigert.[15]

### Version 5.0
Am 27. April 2015 wurde Version 5.0.0 final veröffentlicht. Die Version beinhaltet ein überarbeitetes Frontend, das responsive ausgelegt ist.

### Version 6
Veröffentlichungsdatum 23. Mai 2019
Im Rahmen des Shopware Community Days im Landschaftspark Duisburg-Nord stellte die shopware AG Shopware 6 vor. Das Softwarepaket wurde seit 2016 auf Standardtechnologien wie Symfony und Vue.js entwickelt und bietet laut Shopware Programmierschnittstellen für eine moderne E-Commerce-Plattform und enthält einen auf Bootstrap und der Template-Engine Twig basierenden Standard-Storefront. Am 15. Januar 2020 erschien mit Shopware 6.1 die erste Version für den Produktiveinsatz. Auf dem Community Day 2020 hat Shopware die cloudbasierte Shopware Starter Edition veröffentlicht, die kleinen Unternehmen Shopware 6 leichter zugänglich machen soll. Zudem wurde auch die Shopware Professional Edition als Cloud-Modell vorgestellt.